# Hurtova Lhota
Hurtova Lhota (německy Hurt Lhota) je vesnice v okrese Havlíčkův Brod v Kraji Vysočina. Žije zde 243 obyvatel.
Ve vzdálenosti 5 km východně leží město Havlíčkův Brod, 12 km severozápadně město Světlá nad Sázavou, 13 km jihozápadně město Humpolec a 18 km severovýchodně město Chotěboř.

## Historie
První písemná zmínka o této vsi pochází z roku 1436, kdy se jmenovala Lhota a patřila k lipnickému panství. Její název se postupně změnil na Karpíškova Lhota, Olešná Lhota, Lhotka, a na konci 19. století již Hurtova Lhota. Patřila k panství Světlá, Frýdnava a Věž. V letech 1961–1976 byla původně samostatná obec součástí Poděbab, poté od 30. dubna 1976 do 31. prosince 1992 součástí města Havlíčkův Brod.
V letech 1993–1994 zde byl jako starosta, dřívější předseda obce, Miroslav Hrabec, který osamostatnil Hurtovu Lhotu od Havlíčkova Brodu, poté tu jako starosta působil Jan Novák a do roku 2010 byl starostou zvolen Jan Svoboda, od roku 2010 tuto funkci zastává Petr Dočkal.
| Rok            | 1869 | 1880 | 1890 | 1900 | 1910 | 1921 | 1930 | 1950 | 1961 | 1970 | 1980 | 1991 | 2001 | 2006 | 2014 |
| Počet obyvatel | 270  | 248  | 267  | 273  | 272  | 263  | 259  | 214  | 255  | 234  | 209  | 185  | 223  | 224  | 218  |

## Pamětihodnosti
- Kříž za vesnicí
- Žulový pomník obětem světových válek
- Dům čp. 39